# Euphrasia ciliolata
Euphrasia ciliolata är en snyltrotsväxtart som beskrevs av W.R. Barker. Euphrasia ciliolata ingår i släktet ögontröster, och familjen snyltrotsväxter. Inga underarter finns listade i Catalogue of Life.